# Ekstraliga czeska w rugby (2003/2004)
Ekstraliga czeska w rugby (2003/2004) – dwunasta edycja najwyższej klasy rozgrywkowej w rugby union w Czechach. Zawody odbywały się w dniach 30 sierpnia 2003 – 3 lipca 2004. Tytułu broniła drużyna RC Tatra Smíchov.
W rozgrywkach triumfowała drużyna RC Říčany pokonując w dwóch meczach finałowych zespół JIMI RC Vyškov. Do I ligi spadł natomiast zespół RC Brno Bystrc przegrywając w barażach o utrzymanie z Slavią Praga.

## System rozgrywek
Rozgrywki ligowe prowadzone były w pierwszej fazie systemem kołowym według modelu dwurundowego w okresie jesień-wiosna. Druga faza rozgrywek dla czołowych czterech drużyn obejmowała mecze systemem pucharowym o mistrzostwo kraju (play-off do dwóch zwycięstw). Zespoły z dolnej połowy tabeli natomiast rozegrały spotkania o utrzymanie w najwyższej klasie rozgrywkowej ponownie systemem kołowym, otrzymując w zależności od zajętego w fazie zasadniczej miejsca od zera do trzech punktów.
Zwycięzcy półfinałów play-off zmierzyli się w meczach o mistrzostwo kraju, przegrani zaś w meczu o brązowy medal. Najsłabsza drużyna grupy spadkowej rozegrała zaś dwumeczowy baraż ze zwycięzcą I ligi.

## Play-off
|  | Półfinały | Półfinały        | Półfinały |  |  | Finał             | Finał             | Finał             |
|  |           |                  |           |  |  |                   |                   |                   |
|  | 1         | RC Tatra Smíchov | 24 3 17   |  |  |                   |                   |                   |
|  | 4         | JIMI RC Vyškov   | 13 15 33  |  |  |                   |                   |                   |
|  |           |                  |           |  |  |                   | JIMI RC Vyškov    | 3 12              |
|  |           |                  |           |  |  |                   | RC Říčany         | 19 36             |
|  | 2         | RC Říčany        | 21 40     |  |  |                   |                   |                   |
|  | 3         | TJ Praga         | 9 27      |  |  | Mecz o 3. miejsce | Mecz o 3. miejsce | Mecz o 3. miejsce |
|  |           |                  |           |  |  |                   |                   |                   |
|  |           |                  |           |  |  |                   | RC Tatra Smíchov  | 9 15              |
|  |           |                  |           |  |  |                   | TJ Praga          | 12 41             |

## Baraże
|  | Baraże          |       |
|  |                 |       |
|  | RC Slavia Praga | 36 31 |
|  | RC Brno Bystrc  | 10 30 |